# Bernhard Grün

Bernhard Rudolf Grün (* 1961 in Homburg) ist ein deutscher Arzt und Historiker. Als Studentenhistoriker veröffentlichte er zahlreiche Monographien und Aufsätze zu verschiedenen Bereichen des studentischen Korporationswesens.

## Leben
Grün besuchte das Altsprachliche Gymnasium in Zweibrücken. Später studierte er Medizin, Biologie, Chemie und Geschichte in Gießen und Würzburg. Während seines Studiums der Medizin an der Julius-Maximilians-Universität Würzburg wurde er Mitglied der katholischen, nichtschlagenden Studentenverbindung KDStV Markomannia Würzburg im CV. Später wurde er noch Mitglied bei weiteren CV-Verbindungen: KDStV Ferdinandea Heidelberg, AV Suebo-Danubia Ulm.
Im Jahr 1988 promovierte er in der Medizin zum Thema: Tierexperimentelle Untersuchung über die Verwendung des absorbierbaren und monofilen Nahtmaterials Maxon im Vergleich zu Chrom-Catgut bei extramuköser Naht der Harnblase. Er promovierte im Jahre 2000 in der Geschichte zum Thema: Vom Niedergang zum Neuanfang - Der Akademische Gesangverein Würzburg und die Kameradschaft „Florian Geyer“ im Nationalsozialismus.
Als Arzt ist er in der Stiftungsklink Weißenhorn in Weißenhorn bei Augsburg tätig.

## Veröffentlichungen (Auswahl)

### Als Herausgeber
GDS-Archiv zur Hochschul- und Studentengeschichte
- Toni Hieke: Studenten und die Münchner Revolution von 1848/49, GDS-Archiv für Hochschul- und Studentengeschichte, Beiheft 14, hrsg. mit Helge Kleifeld, Harald Lönnecker, Klaus Gerstein, Peter Krause, Essen 2018, 85 S.[11]
- Hrsg. mit Klaus Gerstein, Peter Krause, Harald Lönnecker: GDS-Archiv für Hochschul- und Studentengeschichte, Band 9, Essen 2011, 256 S.[11]
- Hrsg. mit Friedhelm Golücke, Klaus Gerstein, Peter Krause, Harald Lönnecker: GDS-Archiv für Hochschul- und Studentengeschichte, Band 8, Köln 2006, 238 S.[11]
- Hrsg. & Red.: GDS-Archiv für Hochschul- und Studentengeschichte, Band 7, Köln 2004, 291 S.; Rezension v. Gerhard Taus, in: Acta Studentica 153, September 2005, S. 26.[11]

Kleine Schriften der GDS
- Helge Kleifeld: Feldpostkarten - Die Feldpostüberliefereung der Turnerschaft Philippina Marburg aus dem Ersten Weltkrieg, Kleine Schriften der GDS, Band 21, Essen 2019, 67 S.; Rezensionen von Klaus Zacharias, in: Studenten-Kurier. Zeitschrift für Studentengeschichte, Hochschule und Korporationen 1/2, 2019, S. 5; von Martin Peiffer, in: Neue AULA, 1. Jg., 1, Oktober 2019, S. 41[11]
- Friedhelm Golücke, Harald Lönnecker, Matthias Stickler: Kleines Studentenwörterbuch - Das akademische Leben im Überblick, Kleine Schriften der GDS, Band 19, hrsg. v. mit Thomas Schindler, Marc Zirlewagen, Köln 2006, 276 S.[11]
- Marc Zirlewagen: Die Verbindung zur Zukunft. PR-Konzept für eine studentische Korporation, Kleine Schriften der GDS, Band 18, hrsg. mit Matthias Stickler, Thomas Schindler, Köln 2006, 79 S.[11]
- Raimund Lang (Red.): Bergstudenten - Geschichte und Brauchtum an den Montanhochschulen in Schemnitz, Clausthal, Freiberg und Leoben, Kleine Schriften der GDS, Band 16, hrsg. mit Matthias Stickler, Thomas Schindler, Köln 2003, 98 S.[11]
- Gerhard Richwien: „Student sein…“. Eine kleine Kulturgeschichte, Kleine Schriften der GDS, Band 15, hrsg. mit Lothar Braun, Armin Gehlert, Köln 1998, 104 Seiten.[11]
- und zusätzlich auch als Autor:
  - Mit Wolfgang Neugebauer: Göttinger Silhouetten - Die studentische Porträtsammlung Georg Haacke, Burschenschaft Brunsviga Göttingen, Kleine Schriften der GDS, Band 20, Essen 2019, 134 S.; Rezensionen von Klaus Zacharias, in: Studentenkurier. Zeitschrift für Studentengeschichte, Hochschule und Korporationen 1/2, 2019, S. 4–5; von Martin Peiffer, in: Neue AULA, 1. Jg., 1, Oktober 2019, S. 41.[11]
  - Die Arbeit des Studentenhistorikers - Vom Archiv zum Buch, Kleine Schriften der GDS, Band 17, hrsg. mit Matthias Stickler, Thomas Schindler, Köln 2003, 91 S., ISBN 978-3-89498-143-3; Rezension v. Peter Krause, in: Acta Studentica 148, September 2004, S. 19.[11]
  - Mit Friedhelm Golücke, Christoph Vogel: Die Fuxenstunde - Allgemeiner Teil, Kleine Schriften der GDS, Band 14, 4. Auflage, Köln 1996, ISBN 3-89498-010-9; Rezension, 2016 von Reinhold Reimann in der DS 3/2017[12]
  - Mit Christoph Vogel: Die Fuxenstunde: Ergänzungsband KDStV Markomannia Würzburg im CV, Kleine Schriften der GDS, Band 14/1, 1. Auflage, 94 Seiten, 1993;[11] Federsee-Verlag, spätere Auflage, 180 Seiten, Bad Buchau, September 2017, ISBN 978-3-925171-23-9.
  - Mit Achim Weghorst: Comment im CV: Studentisches Brauchtum in Vergangenheit und Gegenwart, Band 13 von Kleine Schriften der GDS, SH-Verlag, 53 Seiten, 1993, ISBN 978-3-923621-97-2.

### Als Autor

#### Bücher/Monographien
- Tierexperimentelle Untersuchung über die Verwendung des absorbierbaren und monofilen Nahtmaterials Maxon im Vergleich zu Chrom-Catgut bei extramuköser Naht der Harnblase, Dissertation, Universität Würzburg, 1988, 64 Seiten.[11]
- mit Christoph Vogel, Achim Weghorst: Der Comment: Beständigkeit und Wandel. Studentisches Brauchtum in vier Jahrhunderten, Federsee-Verlag, Bad Buchau, 1996; 2. Auflage 2018, ISBN 978-3-925171-32-1.
- mit Johannes Schellakowsky, Matthias Stickler, Peter Süß (Hrsg.): Zwischen Korporation und Konfrontation. Beiträge zur Würzburger Universitäts- und Studentengeschichte, Festschrift zur 113. Cartellversammlung des CV vom 3.–6. Juni 1999, SH-Verlag, Köln 1999, 448 S., ISBN 978-3-89498-070-2;[13][14] Rezensionen v. Klaus Zacharias, in: Studenten-Kurier, Zeitschrift für Studentengeschichte, Hochschule und Korporationen 1 (2001), S. 31; in: Acta Studentica 130 (März 2000), S. 14; v. Kerstin Netz: Würzburger Uni und ihre Studenten, in: Academia, Zeitschrift des Cartellverbandes der katholischen deutschen Studentenverbindungen 5, 1999, S. 379.[11]
- Vom Niedergang zum Neuanfang. Der Akademische Gesangverein Würzburg und die Kameradschaft „Florian Geyer“ im Nationalsozialismus (= GDS-Archiv für Hochschul- und Studentengeschichte. Beiheft 11). Köln 2000, 286 S.[15]
- mit Christoph Vogel: Die Fuxenstunde - Handbuch des Korporationsstudententums, 410 Seiten, 1. Auflage, 2014, ISBN 978-3925171925; 456 Seiten, 2. Auflage, 2016; Rezensionen von "Pressestimmen"[16]
  - Die Fuxenstunde: Ergänzungsband KDStV Ferdinandea-Prag/Bamberg zu Heidelberg im CV, Federsee-Verlag, Bad Buchau 2019, ISBN 978-3-925171-39-0, 248 Seiten.
  - mit Christoph Vogel: Die Fuxenstunde: Ergänzungsband KDStV Hercynia Freiburg/Breisgau im CV, Federsee-Verlag, Bad Buchau 2019, ISBN 978-3-948502-00-3, 410 Seiten.
  - mit Christoph Vogel: Die Fuxenstunde: Ergänzungsband AV Frisia zu Hannover im CV, Federsee-Verlag, Bad Buchau 2021, ISBN 978-3-948502-06-5, 336 Seiten.
  - Die Fuxenstunde: Ergänzungsband AV Suebo-Danubia Ulm im CV, Federsee-Verlag, Bad Buchau 2023, ISBN 978-3948502133, 282 Seiten.
- Zwischen Fronteinsatz und Freiheitsklang: Studententum und Kameradschaftswesen im Nationalsozialismus, (= Historia Academica, Band 57), Studentengeschichtliche Vereinigung des Coburger Convents, Würzburg, 2019/2020, ISBN 978-3-930877-52-2. 516 Seiten.[17][18]
- „Würzburgs Zauber packt uns wieder“ – Die Universität Würzburg und ihre Studenten von den Anfängen bis heute, WJK-Verlag, Hilden 2020, ISBN 3-947388-65-3, 391 Seiten.[19] Rezension dazu von Sebastian Sigler[20]
- Comment-iert! 111 Korporationsstudentische Miniaturen, Federsee-Verlag, Bad Buchau 2024, ISBN 978-3-948502-19-5, 242 Seiten.
- Zwischen Revolution und Rekonstitution – Die Kameradschaften des NSD-Studentenbundes und Altherrenschaften im NS-Altherrenbund an den deutschen Hoch- und höheren Fachschulen 1937 bis 1945. Teilband 4/I u. II: Bereiche BERLIN und OSTLAND, Hrsg. Matthias Asche, Federsee-Verlag, Bad Buchau 2024, ISBN 978-3-948502-22-5, 636 Seiten.[21][22]

#### Aufsätze

##### In Einst und Jetzt
- Moenania und ihre Kameradschaft "Philipp Franz von Siebold", in: Einst und Jetzt - Jahrbuch für corpsstudentische Geschichtsforschung, Band 70, 2025, S. 343–364.[7]
- "Burschen heraus, traget die Fahne des Reichs voraus!" Musik als Waffe der politischen Erziehung der Reichsstudentenführung, in: Einst und Jetzt - Jahrbuch für corpsstudentische Geschichtsforschung, Band 69, 2024, S. 215–248.[11]
- "Wahrhaft, wehrhaft!" Die Münchener Wehrschaft Palaio-Germania und die Kameradschaft "Feldherrnhalle" an der Ludwig-Maximilians-Universität, in: Einst und Jetzt - Jahrbuch für corpsstudentische Geschichtsforschung, Band 68, 2023, S. 195–218.[7]
- In Treue zu Führer und Bewegung - die Geschichte des Erlanger NSD-Studentenbundes und seiner Kameradschaften 1937-1945, in: Einst und Jetzt - Jahrbuch für corpsstudentische Geschichtsforschung, Band 66, 2021, S. 205–230.[7]
- "Hallenser Chöre" - Studentenmützen auf einem Stammbuchblatt von 1826 und ihre historische Einordnung, in: Einst und Jetzt - Jahrbuch für corpsstudentische Geschichtsforschung, Band 65, 2020, S. 141–160.[11]
- Das Jus potandi oder Zech-Recht des Blasius Multibibus - Eine Scherzdissertation aus dem 17. Jahrhundert, in: Einst und Jetzt - Jahrbuch für corpsstudentische Geschichtsforschung, Band 63, 2018, S. 13–60.[11]
- Zwischen Bildungsprotest und Selbstbehauptung - Würzburger Studenten auf dem Weg ins 21. Jahrhundert, in: Einst und Jetzt - Jahrbuch für corpsstudentische Geschichtsforschung, Band 62, 2017, S. 65–94.[11]

##### Sonstige
- Die Protokoll- und Konvent-Bücher der Kameradschaft „Ritter von Schönerer“ im Nationalsozialistischen Deutschen Studentenbund an der Universität Marburg/Lahn 1938-1945, in: „Wahrheit, Muth und Kraft!“ - Gedenkschrift für den Historiker, Archivar und Burschenschafter Professor Dr. Dr. Harald Lönnecker, hg. v. Christian Oppermann u. a., in: Darstellungen und Quellen zur Geschichte der deutschen Einheitsbewegung im 19. und 20. Jahrhundert, Im Auftrag der Gesellschaft für burschenschaftliche Geschichtsforschung, Band 24, Universitätsverlag Winter, 835 Seiten, Heidelberg, 2025, S. 621–676, ISBN 978-3825395957.[23]
- Zwischen Revolution und Rekonstitution - Die Bonner Kameradschaften im NSD-Studentenbund 1937 - 1945, in: Die Vorträge der 78. Deutschen Studentenhistorikertagung Bonn 2018, zugleich: Festschrift anläßlich des 90. Geburtstages von Dr. med. Robert Develey, Basel, Beiträge zur deutschen Studentengeschichte, Band 35; Studentica Helvetica, Documenta et Commentarii, Band 34, hrsg. v. Sebastian Sigler, Peter Johannes Weber, München 2019, S. 375–398.[11]
- 'Amicitia' als Lebensprinzip - der Romanist, Publizist und Politiker Hermann Platz (1880-1945) - Annäherungen an einen großen Unbekannten, in: Rheinische Vierteljahrshefte, Veröffentlichung der Abteilung für Geschichte der frühen Neuzeit und Rheinischen Landesgeschichte des Instituts für Geschichtswissenschaft der Universität Bonn, 83. Jahrgang, Bonn 2019, S. 193–221.[11]
- Das studentische Kameradschaftswesen im Bereich von Deutscher Landsmannschaft (DL) und Vertreterconvent (VC) der Turnerschaften an den deutschen Hochschulen 1937 bis 1945, in: 150 Jahre Coburger Convent (CC), Jubiläumsausgabe, Historia Academica, Schriftenreihe der Studentengeschichtlichen Vereinigung des Coburger Convents, Band 56, Würzburg 2018, S. 187–218; Rezension von Sebastian Sigler, in: Studenten-Kurier, Zeitschrift für Studentengeschichte, Hochschule und Korporationen 1, 2020, S. 36–37.[11]
- Zwischen Burschenschaftsbewegung und nationalsozialistischer Einheitsstudentenschaft - Die studentischen Kameradschaften und Altherrenschaften an deutschen Hochschulen 1937 - 1945, in: "Deutschland immer gedient zu haben ist unser höchstes Lob!" Zweihundert Jahre Deutsche Burschenschaften - Eine Festschrift zur 200. Wiederkehr des Gründungstages der Burschenschaft am 12. Juni 1815 in Jena, Darstellungen und Quellen zur Geschichte der deutschen Einheitsbewegung, Bd. XXI, hrsg. von Harald Lönnecker, Heidelberg 2015, S. 1027–1072.[11]
- Die Vereine Deutscher Studenten in der Kameradschaftszeit, in: 1881–2006. 125 Jahre Vereine Deutscher Studenten, Band 1: Ein historischer Rückblick, hrsg. von Marc Zirlewagen, Bad Frankenhausen, 2006, S. 99–124.[2]
- Mit Paulgerhard Gladen: Ein „stetes Sorgenkind“ der Partei. Zur Erforschung des studentischen Kameradschaftswesens von 1936 bis 1945 – Eine Zwischenbilanz, in: Studentenkurier, Zeitschrift für Studentenschaft, Korporationswesen und Hochschule 4, 2001, S. 12–13.[2]
- Mit Ulrike Berger, Franz Oberdorfer, William E. Hull, Hermann Ostertag, Dietrich Keppler: In vivo metabolism and UTP-depleting action of 2-deoxy-2-fluoro-d-galactose, in: Advances in Enzyme Regulation, Vol. 30, 1990, S. 231–238.[11]
- Mit Ulrike Berger, Franz Oberdorfer, William E. Hull, Hermann Ostertag, Eckhard Friedrich, Jochen Lehmann, Dietrich Keppler: Metabolism and actions of 2-deoxy-2-fluoro-d-galactose in vivo, in: European Journal of Biochemistry, Vol. 190, 1, 1990, S. 11–19.[11]
- Mit H. R. Osterhage, Georg Judmann, H. P. Wünsch: Experimenteller Vergleich von Maxon und Chrom-Catgut bei der Naht der Harnblase, in: Urologe A, 27. Jahrgang, 1, 1988, S. 61–67.[11]

#### Lexikonartikel
- Arthur Ehrlich (1889 - 1945), in: Friedrich-Wilhelm Bautz, Traugott Bautz, Uta Timpe-Bautz (Hg.): Biographisch-Bibliographisches Kirchenlexikon, Band XLVII, 2024.[11]
- Hermann Platz (1880 - 1945), in: Friedrich-Wilhelm Bautz, Traugott Bautz, Uta Timpe-Bautz (Hg.): Biographisch-Bibliographisches Kirchenlexikon, Band XLVI, 2023, Sp. 1022–1029.[11]
- Kanne, in: Friedhelm Golücke: Studentenwörterbuch - Student und Hochschule von A bis Z, 4 Bände, Essen 2018, 5. Auflage, hier: Band 2: E–K, S. 444.[11]